# Championnat d'Angleterre de football de quatrième division
L'English Football League Two (abrégé EFL League Two) est depuis août 2004 le nom de la quatrième division du championnat d'Angleterre de football.

## Historique

### Football League Fourth Division(1958-1992)
La quatrième division voit le jour en 1958 par fusion des anciennes troisièmes divisions Nord et Sud.

### Football League Third Division(1992-2004)
En 1993, avec la scission provoquée par la création de la Premiership, la quatrième division devient la Third Division (« troisième division »).

### Football League Two(depuis 2004)
Depuis août 2004, la deuxième division a une nouvelle dénomination, Football League Championship, et la quatrième division devient alors la « League Two ».
Les trois premiers du classement sont promus, et les quatre suivants (classés 4e, 5e, 6e et 7e) s'affrontent en fin de saison en barrages de promotion avec demi-finales et finale. À l'opposé, les deux derniers du classement sont relégués en cinquième division, appelée  National League.

## Couverture médiatique
Les meilleurs moments sont retransmis sur BBC One dans l'émission The Football League Show, qui évoque aussi les deuxième et troisième divisions anglaises.

## Palmarès

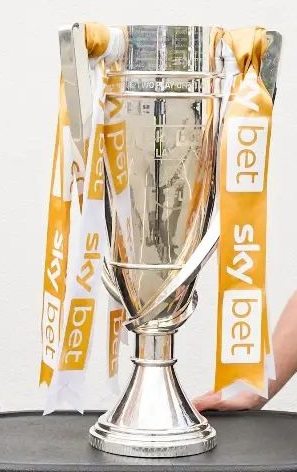
Le trophée de l’EFL League two

Ci dessous les champions et vice-champions de l'EFL League one par saison 
| Édition | Saison    | Champion                     | Vice-champion       | Vainqueur des barrages |
| ------- | --------- | ---------------------------- | ------------------- | ---------------------- |
| 1re     | 1958-1959 | Port Vale (1)                | -                   | -                      |
| 2e      | 1959-1960 | Walsall FC (1)               | -                   | -                      |
| 3e      | 1960-1961 | Peterborough United (1)      | -                   | -                      |
| 4e      | 1961-1962 | Millwall FC (1)              | -                   | -                      |
| 5e      | 1962-1963 | Brentford FC (1)             | -                   | -                      |
| 6e      | 1963-1964 | Gillingham FC (1)            | -                   | -                      |
| 7e      | 1964-1965 | Brighton and Hove Albion (1) | -                   | -                      |
| 8e      | 1965-1966 | Doncaster Rovers (1)         | -                   | -                      |
| 9e      | 1966-1967 | Stockport County (1)         | -                   | -                      |
| 10e     | 1967-1968 | Luton Town (1)               | -                   | -                      |
| 11e     | 1968-1969 | Doncaster Rovers (2)         | -                   | -                      |
| 12e     | 1969-1970 | Chesterfield FC (1)          | -                   | -                      |
| 13e     | 1970-1971 | Notts County (1)             | -                   | -                      |
| 14e     | 1971-1972 | Grimsby Town (1)             | -                   | -                      |
| 15e     | 1972-1973 | Southport FC (1)             | -                   | -                      |
| 16e     | 1973-1974 | Peterborough United (2)      | -                   | -                      |
| 17e     | 1974-1975 | Mansfield Town (1)           | -                   | -                      |
| 18e     | 1975-1976 | Lincoln City (1)             | -                   | -                      |
| 19e     | 1976-1977 | Cambridge United (1)         | -                   | -                      |
| 20e     | 1977-1978 | Watford FC (1)               | -                   | -                      |
| 21e     | 1978-1979 | Reading FC (1)               | -                   | -                      |
| 22e     | 1979-1980 | Huddersfield Town (1)        | -                   | -                      |
| 23e     | 1980-1981 | Southend United (1)          | -                   | -                      |
| 24e     | 1981-1982 | Sheffield United (1)         | -                   | -                      |
| 25e     | 1982-1983 | Wimbledon FC (1)             | -                   | -                      |
| 26e     | 1983-1984 | York City (1)                | -                   | -                      |
| 27e     | 1984-1985 | Chesterfield FC (2)          | -                   | -                      |
| 28e     | 1985-1986 | Swindon Town (1)             | -                   | -                      |
| 29e     | 1986-1987 | Northampton Town (1)         | -                   | -                      |
| 30e     | 1987-1988 | Wolverhampton Wanderers (1)  | -                   | -                      |
| 31e     | 1988-1989 | Rotherham United (1)         | -                   | -                      |
| 32e     | 1989-1990 | Exeter City (1)              | -                   | -                      |
| 33e     | 1990-1991 | Darlington FC (1)            | -                   | -                      |
| 34e     | 1991-1992 | Burnley FC (1)               | -                   | -                      |
| 35e     | 1992-1993 | Cardiff City (1)             | -                   | -                      |
| 36e     | 1993-1994 | Shrewsbury Town (1)          | -                   | -                      |
| 37e     | 1994-1995 | Carlisle United (1)          | -                   | -                      |
| 38e     | 1995-1996 | Preston North End (1)        | -                   | -                      |
| 39e     | 1996-1997 | Wigan Athletic (1)           | -                   | -                      |
| 40e     | 1997-1998 | Notts County (2)             | -                   | -                      |
| 41e     | 1998-1999 | Brentford FC (2)             | -                   | -                      |
| 42e     | 1999-2000 | Swansea City (1)             | -                   | -                      |
| 43e     | 2000-2001 | Brighton and Hove Albion (2) | -                   | -                      |
| 44e     | 2001-2002 | Plymouth Argyle (1)          | -                   | -                      |
| 45e     | 2002-2003 | Rushden & Diamonds (1)       | -                   | -                      |
| 46e     | 2003-2004 | Doncaster Rovers (3)         | -                   | -                      |
| 47e     | 2004-2005 | Yeovil Town (1)              | Scunthorpe United   | Southend United        |
| 48e     | 2005-2006 | Carlisle United (1)          | Northampton Town    | Cheltenham Town        |
| 49e     | 2006-2007 | Walsall FC (2)               | Hartlepool United   | Bristol Rovers         |
| 50e     | 2007-2008 | Milton Keynes Dons (1)       | Peterborough United | Stockport County       |
| 51e     | 2008-2009 | Brentford FC (3)             | Exeter City         | Gillingham FC          |
| 52e     | 2009-2010 | Notts County (3)             | AFC Bournemouth     | Dagenham & Redbridge   |
| 53e     | 2010-2011 | Chesterfield FC (3)          | Bury FC             | Stevenage FC           |
| 54e     | 2011-2012 | Swindon Town (2)             | Shrewsbury Town     | Crew Alexandra         |
| 55e     | 2012-2013 | Gillingham FC (2)            | Rotherdam United    | Bradford city          |
| 56e     | 2013-2014 | Chesterfield FC (4)          | Scunthorpe United   | Fleetwood Town         |
| 57e     | 2014-2015 | Burton Albion (1)            | Shrewsbury Town     | Southend United        |
| 58e     | 2015-2016 | Northampton Town (1)         | Oxford United       | AFC Wimbledon          |
| 59e     | 2016-2017 | Portsmouth FC (1)            | Plymouth Argyle     | Blackpool FC           |
| 60e     | 2017-2018 | Accrington Stanley FC (1)    | Luton Town          | Coventry city          |
| 61e     | 2018-2019 | Lincoln City (2)             | Bury FC             | Tranmere rocers        |
| 62e     | 2019-2020 | Swindon Town (3)             | Crew Alexandra      | Northampton Town       |
| 63e     | 2020-2021 | Cheltenham Town (1)          | Cambridge United    | Morecambe FC           |
| 64e     | 2021-2022 | Forest Green Rovers (1)      | Exeter City         | Port Vale              |
| 65e     | 2022-2023 | Leyton Orient (1)            | Stevenage           | Carlisle United        |
| 66e     | 2023-2024 | Stockport County (2)         | Wrexham AFC         | Crawley Town           |
| 67e     | 2024-2025 | Doncaster Rovers (2)         | Port Vale           | AFC Wimbledon          |

## Logos

Ancien logo (2004-2010)
Ancien logo (2010-2013)
Ancien logo (2013-2016)
Ancien logo (2016-2020)
Logo actuel (Depuis 2020)

## Stade

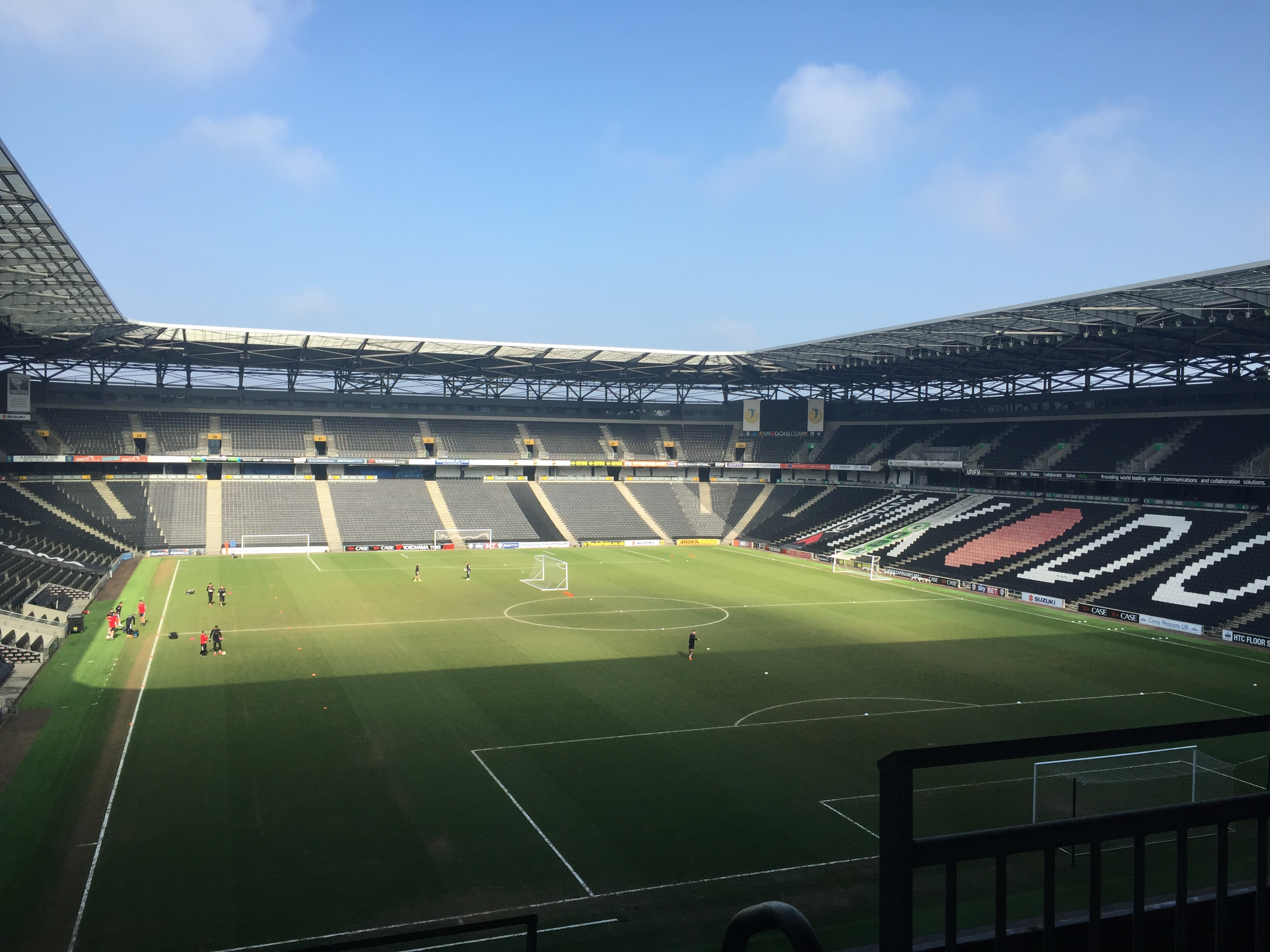
Le stadium MK, le stade avec le plus de capacités en EFL League two

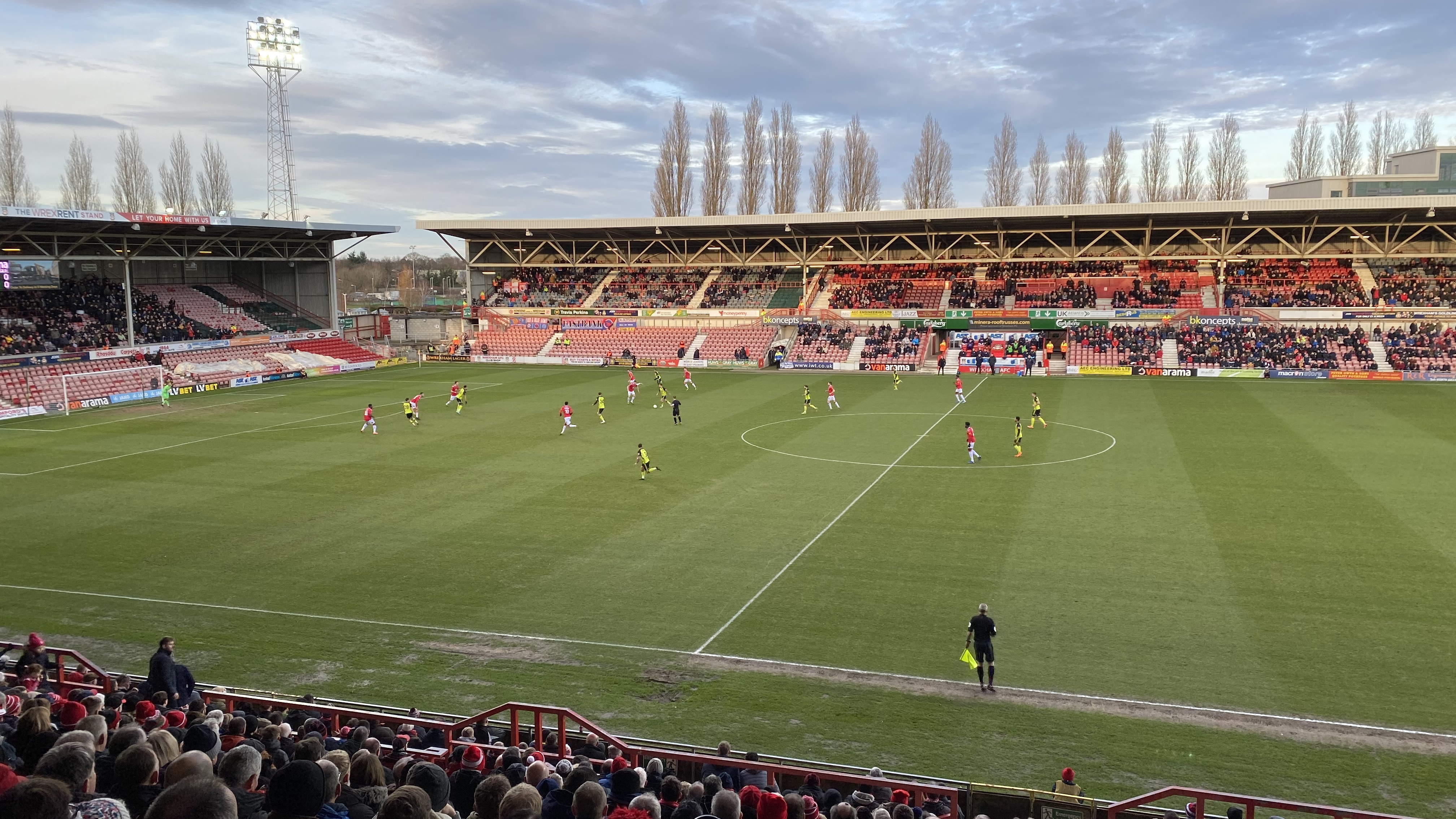
Le plus ancien stade d’EFL League two, le Racecourse Ground

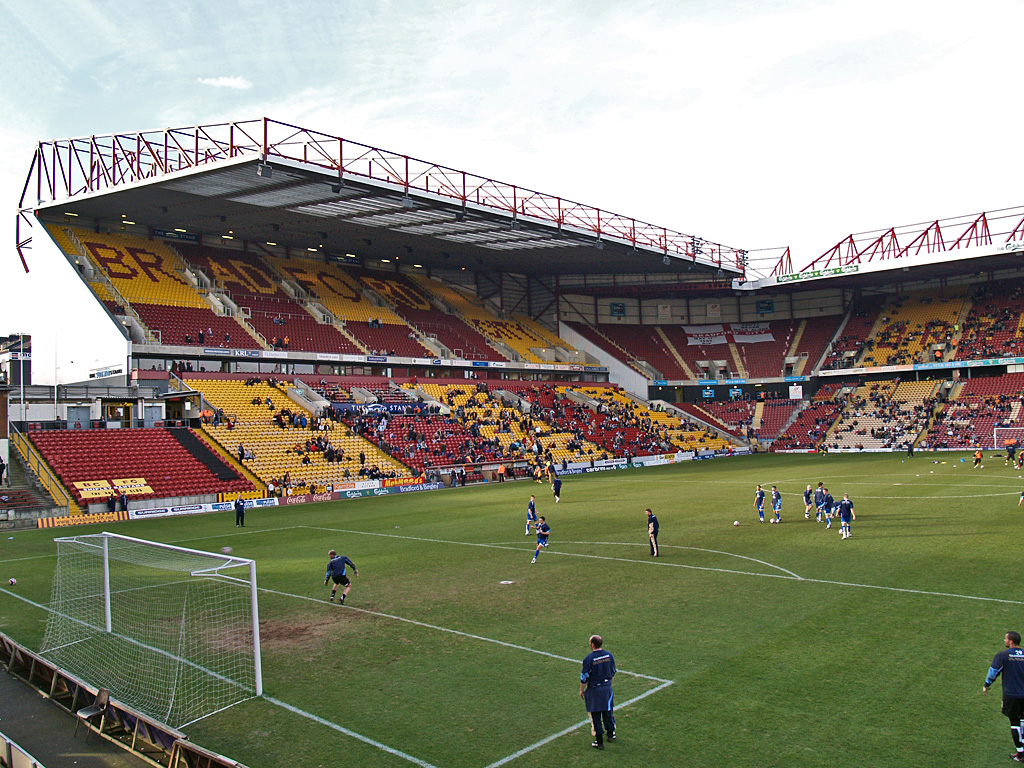
Le stade Valley Parade à Bradford

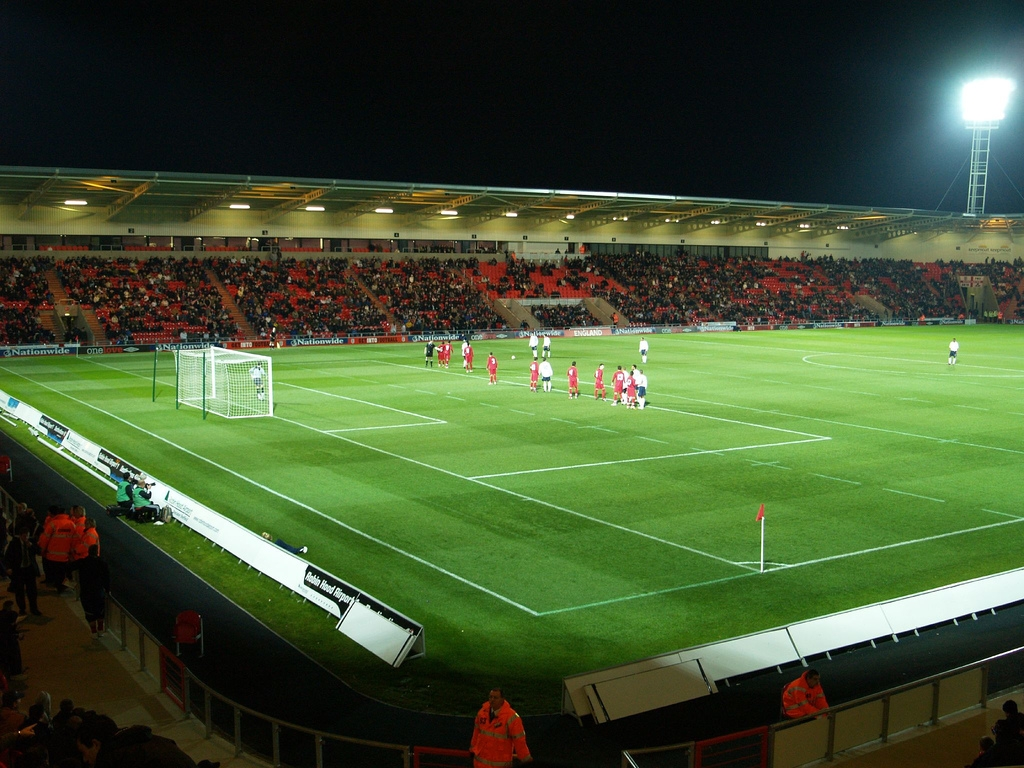
Le Keepmoat Stadium à Doncaster

### Affluence
Sur la saison 2022-2023 le nombre d'affluences moyenne dans les stades était d'un peu moins de 6 000 spectateurs, établissant alors un nouveau record en EFL League two. Le record d'affluences maximum fut également battu cette saison là, avec 18 000 spectateurs pour un seul match.

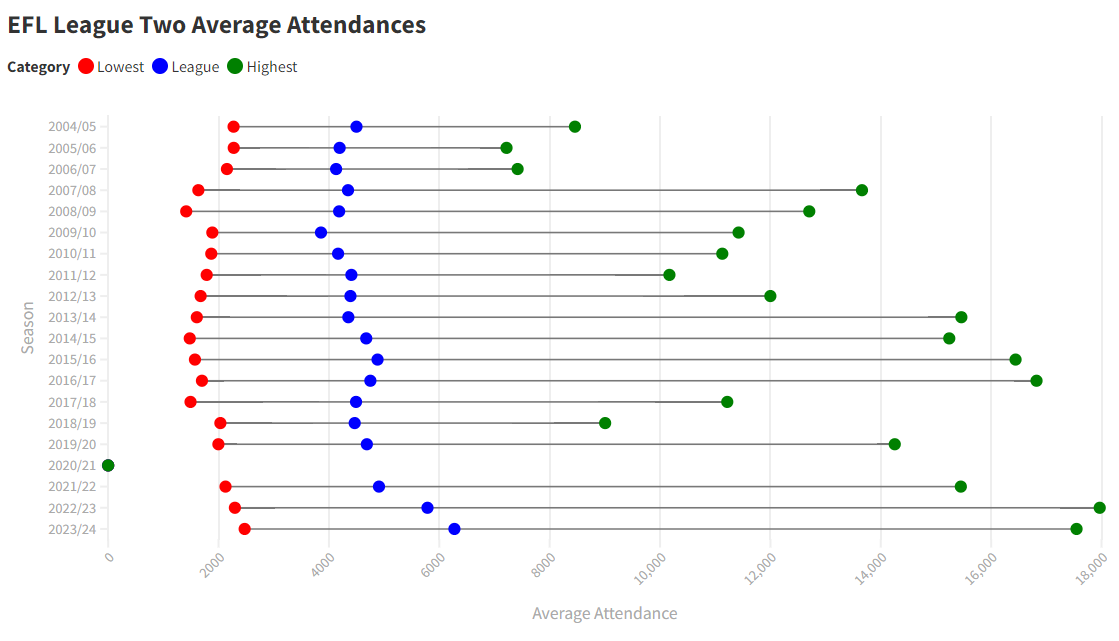
Affluence depuis la saison 2004/2005